# Proteom
Proteom je celokupan set proteina izraženih genomom, ćelijom, tkivom ili organizmom. Specifično, on je set proteina koji izražava specifični tip ćelija ili organizma u datom vremenu pod definisanim uslovima. Termin je formiran iz reči proteini i genom.

Proteom je veći od genoma, posebno kod eukariota, u smislu da je broj proteina nadmašuje broj gena. To je posledica alternativnog splajsovanja gena i posttranslacionih modifikacija, poput glikozilacije ili fosforilacije.
Proteom ima najmanje dva nivoa kompleksnosti koji nedostaju genomu. Dok genom definiše sekvenca nukleotida, proteom nije ograničen sumom prisutnih sekvenci proteina. Poznavanje proteoma zahteva poznavanje (1) strukture proteina u proteomu i (2) funkcionalnih interakcija između proteina.